# Early Days: The Best of Led Zeppelin Volume One
Early Days: The Best of Led Zeppelin, Vol. 1 è una raccolta del gruppo musicale rock inglese Led Zeppelin pubblicata il 23 novembre 1999.

## Tracce
1. Good Times Bad Times – 2:48
2. Babe I'm Gonna Leave You – 6:41
3. Dazed and Confused – 6:27
4. Communication Breakdown – 2:29
5. Whole Lotta Love – 5:34
6. What Is and What Should Never Be – 4:44
7. Immigrant Song – 2:25
8. Since I've Been Loving You – 7:24
9. Black Dog – 4:54
10. Rock and Roll – 3:41
11. The Battle of Evermore – 5:52
12. When the Levee Breaks – 7:08
13. Stairway to Heaven – 8:02

## Formazione
- Jimmy Page – chitarra, produttore
- Robert Plant – voce e armonica
- John Bonham – batteria
- John Paul Jones - basso, tastiere e mandolino
- Sandy Denny – voce in The Battle of Evermore insieme a Plant

## Classifiche
| Classifica (1999-00) | Posizione massima |
| -------------------- | ----------------- |
| Austria              | 23                |
| Finlandia            | 28                |
| Germania             | 71                |
| Regno Unito          | 55                |
| Stati Uniti          | 71                |
| Svezia               | 4                 |
| Svizzera             | 84                |